# Delphinium patens
Delphinium patens là một loài thực vật có hoa trong họ Mao lương. Loài này được Benth. mô tả khoa học đầu tiên năm 1849.

## Hình ảnh

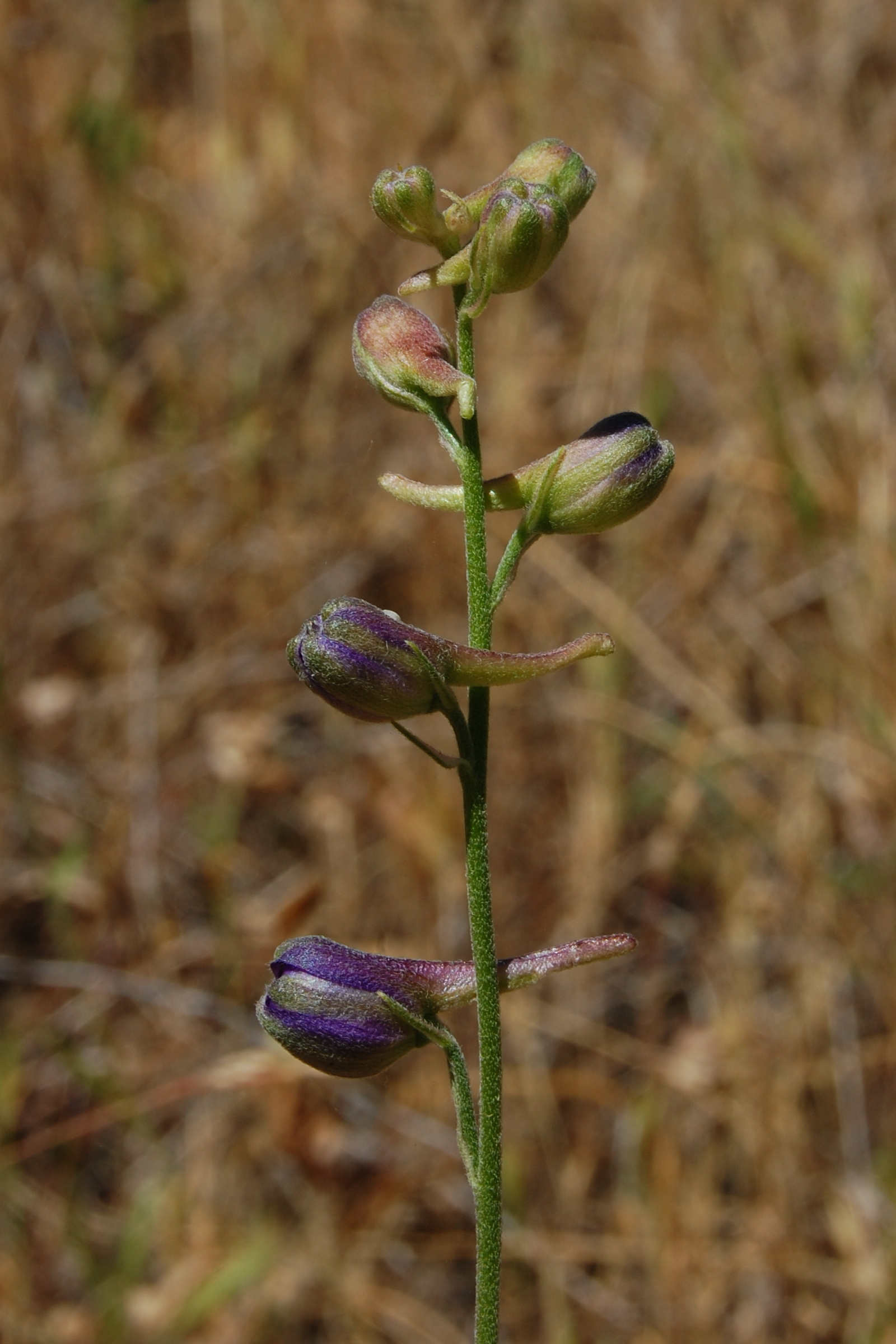
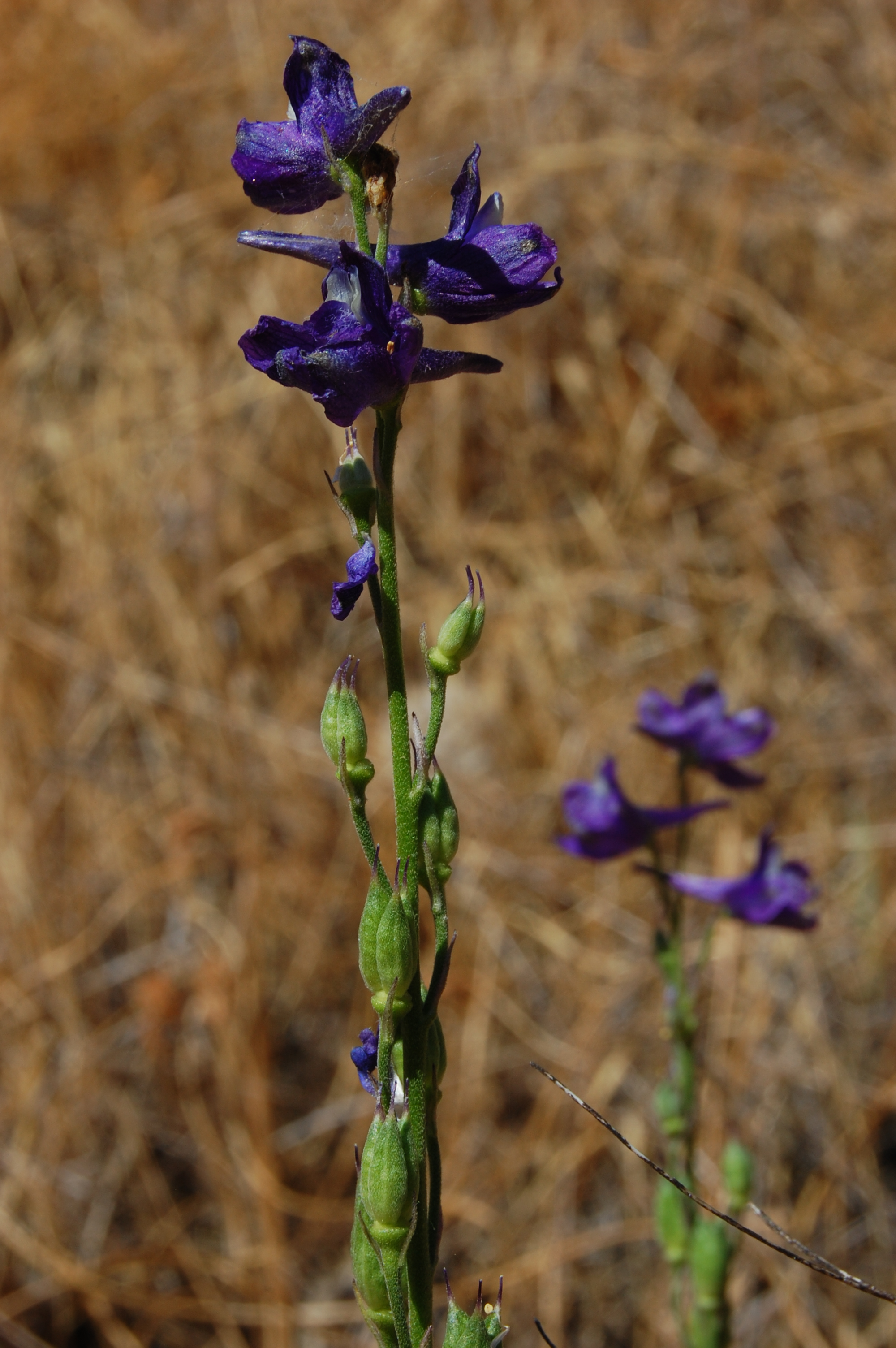
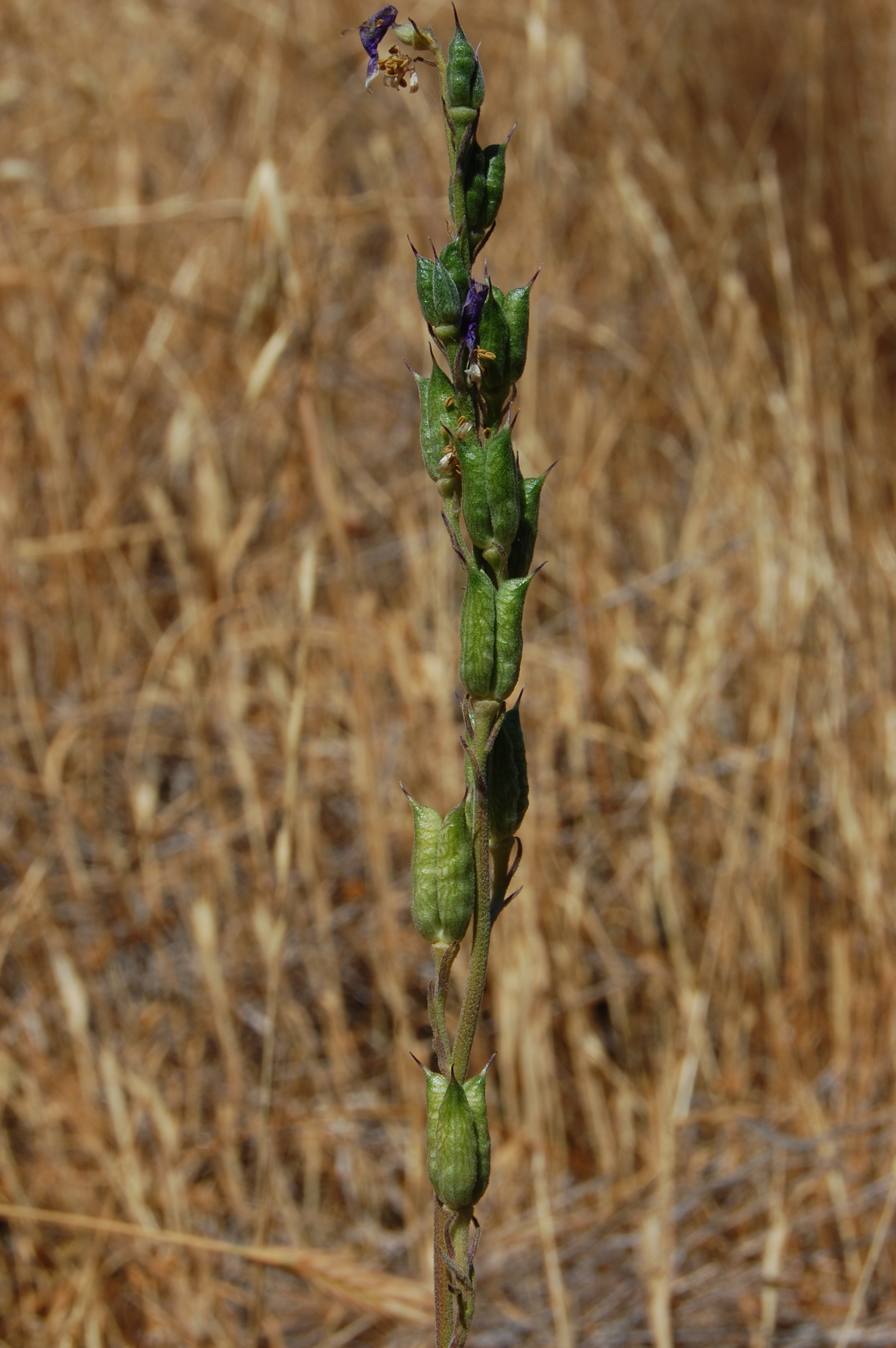
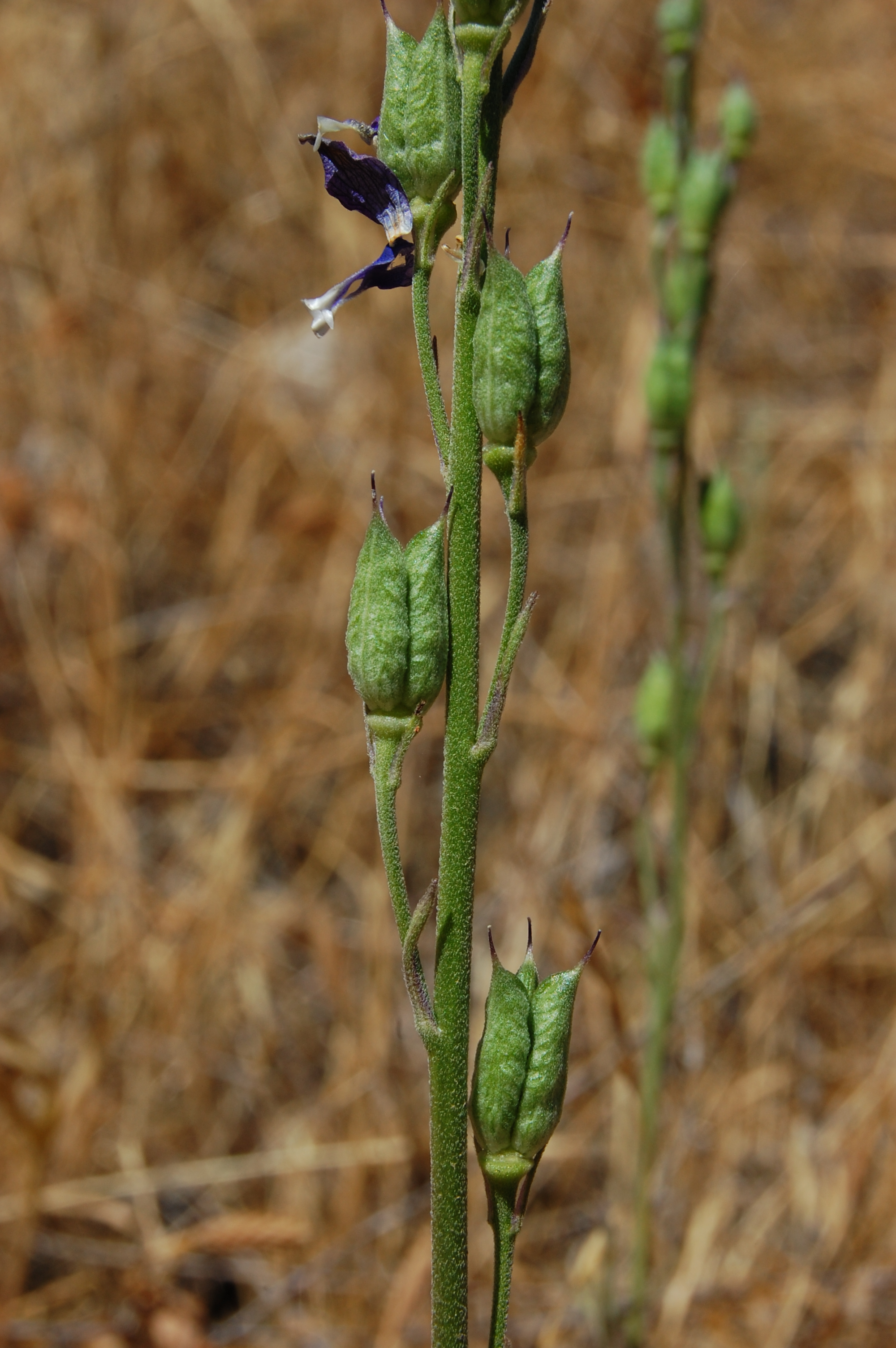